# Rhysoconcha
Rhysoconcha é um género de gastrópode da família Charopidae.
Este género contém as seguintes espécies:
- Rhysoconcha atanuiensis
- Rhysoconcha variumbilicata